# Яблунівка (Коростенський район)
Яблуні́вка — село в Україні, в Коростенському районі Житомирської області. Населення становить 77 осіб. Входить до складу Малинської міської громади.
Колишній орган місцевого самоврядування — Нововороб'ївська сільська рада.

## Населення

### Мова
Розподіл населення за рідною мовою за даними перепису 2001 року:
| Мова       | Кількість | Відсоток |
| ---------- | --------- | -------- |
| українська | 76        | 98.7%    |
| російська  | 1         | 1.3%     |
| Усього     | 77        | 100%     |